# 罗伯特·莱伊
罗伯特·莱伊 （德語：Robert Ley，1890年2月15日—1945年10月25日），納粹德國政治家，1933至1945年任德国劳工阵线领导人，1945年德國二戰投降後被盟軍拘捕，随后在紐倫堡審判中自盡。

## 早期生活
罗伯特·莱伊出生于莱茵省尼德尔布雷登巴赫（现宁布雷希特），是农民弗莱德里希和艾米莉的十一个孩子之一，在家中排行第七，其家庭负债累累。他在耶拿大学、波恩大学和明斯特大学学习化学。第一次世界大战爆发后，他在1914年自愿参军成为一名炮兵，两年后担任机上火炮瞄准手。1917年7月他的飞机在法国被击落本人被俘，这次坠毁导致他脑部受损，其余生皆受口吃和情绪暴躁困扰，并因酗酒而加重。
战争结束后，他返回大学并在1920年取得文凭，随后在鲁尔区勒沃库森的法本公司从事食品化学工作。在1924年法国占领鲁尔后，罗伯特·莱伊变得倾向极端民族主義，在读到阿道夫·希特勒在啤酒館政變的审判上的演说后，他加入了纳粹党。1925年他成为了南莱茵兰地区的纳粹地方长官，并担任宣扬反犹太主义的《西德国观察家报》（Westdeutsche Beobachter）编辑。由于他表现得对希特勒极度忠诚，以至于所在党领袖无视对于他傲慢、无能而酗酒的抱怨。

## 德国劳工阵线领导人
1931年，希特勒撤销格里哥·斯特拉瑟职位后，罗伯特·莱伊被带到纳粹党慕尼黑总部接管纳粹党检查长官职务。由于莱伊出身贫寒，作为鲁尔地区纳粹党的工人阶级领袖经历意味着他对纳粹党中希特勒反对的社会主义翼表示同情，但在党内纠纷中他总是站在希特勒一边。虽然弗朗茨·克薩佛·舒瓦茲等人视他为酗酒而无能的人，这一点却帮助他在其他党内官员的敌意中生存下来。1933年1月，希特勒成为总理后，莱伊陪同他前往柏林。当年4月国家接管工会运动后，希特勒任命他为德国劳工阵线领导人。

## 力量来自欢乐
希特勒和罗伯特·莱伊意识到对工会运动的压制、对工资上涨的限制加上军备生产带来的生产指标会导致工人潜在的不满。1933年11月，出于缓解劳工阶层的不满情绪，德国劳工阵线建立了“力量来自欢乐”组织。该组织为德国的工人阶级和其家庭成员提供一系列福利，例如在德国或在在政治上较为“安全”的国家度假（如意大利）。威廉·古斯特洛夫號郵輪、罗伯特·莱伊号邮轮等邮轮也是此时建造的。
大众汽车（“人民汽车”）也是德国劳工阵线“力量来自欢乐”计划的一部分。起初，希特勒要求汽车制造商斐迪南·保時捷执行这一计划，但当时德国的汽车制造企业无法提供希特勒设想的低于1000国家马克的轿车，故“力量来自欢乐”接管了这一计划。由于战争爆发，工人并未取得自己所订购的汽车，另外该计划存在财务腐败的现象，也缺少问责与监管。

## 战争中的角色
在1939年的一次讲话中，罗伯特·莱伊说到：“在过去7年中，我们国社党人已经将所有的资源和精力集中在一起，为最大程度的战斗做好了准备。”1939年二战爆发后，罗伯特·莱伊的重要性有所下降。募兵导致的劳动力减少以及战争带来的资源分流导致德国劳工阵线和“力量来自欢乐”的地位大大下降，“力量来自欢乐”的活动几陷停滞。罗伯特·莱伊酗酒和反复无常的性格在战争时期也饱受诟病，军备部长弗里茲·托特和其后任阿尔伯特·斯佩尔取代了他的职责。此时德国劳动力主要依靠来自法国的外籍工人以及来自波兰、乌克兰和其他东欧国家的奴隶劳工。莱伊在该方案中起到了一些作用，但处在弗里茲·绍克尔的领导下。
罗伯特·莱伊与当时对外籍奴隶劳工的虐待行为紧密相关。另外，尽管他的地位有所下降，他仍得到希特勒赏识，并在战争结束前几个月还处在马丁·鲍曼和戈培尔等希特勒的内部圈子中。1941年，他被给予帝国住房处长的新职位。
他了解灭绝欧洲犹太人的最终解决方案，莱伊通过他的出版物和演讲表达激进的反犹太主义。1941年2月，他曾在一次会议上与希特勒、施佩尔、马丁·鲍曼和威廉·凯特尔元帅，阐述了他对“犹太问题”看法。他明确表示打算让犹太人“消失”。

## 战后
1945年初纳粹德国即将崩溃之际，他仍然狂热地忠诚于希特勒。他最后一次见到希特勒是1945年4月20日柏林市中心的元首地堡，这一天是希特勒的生日。第二天，他前往巴伐利亚州南部，他以为希特勒会在阿尔卑斯地区的“全国堡垒”坚持到最后一刻。 5月16日他在施莱欣格的一个鞋匠家中被美军第101空降师的伞兵抓获。
纽伦堡审判中他被指控“密谋发动战争”以及“虐待战俘的战争罪行”。10月24日，罗伯特·莱伊收到起诉书。三天后他在牢房马桶水管上使用撕成条状的毛巾自缢。